# دوروثي فولر
دوروثي فولر (بالإنجليزية: Dorothy Fowler)‏ (1952)؛ روائية نيوزيلندية. درست في جامعة أوكلاند.